# Aglaia amplexicaulis
Aglaia amplexicaulis är en tvåhjärtbladig växtart som beskrevs av Albert Charles Smith. Aglaia amplexicaulis ingår i släktet Aglaia och familjen Meliaceae. Inga underarter finns listade i Catalogue of Life.